# Polygala calcarea
Polygala calcarea es una planta de la familia de las poligaláceas.

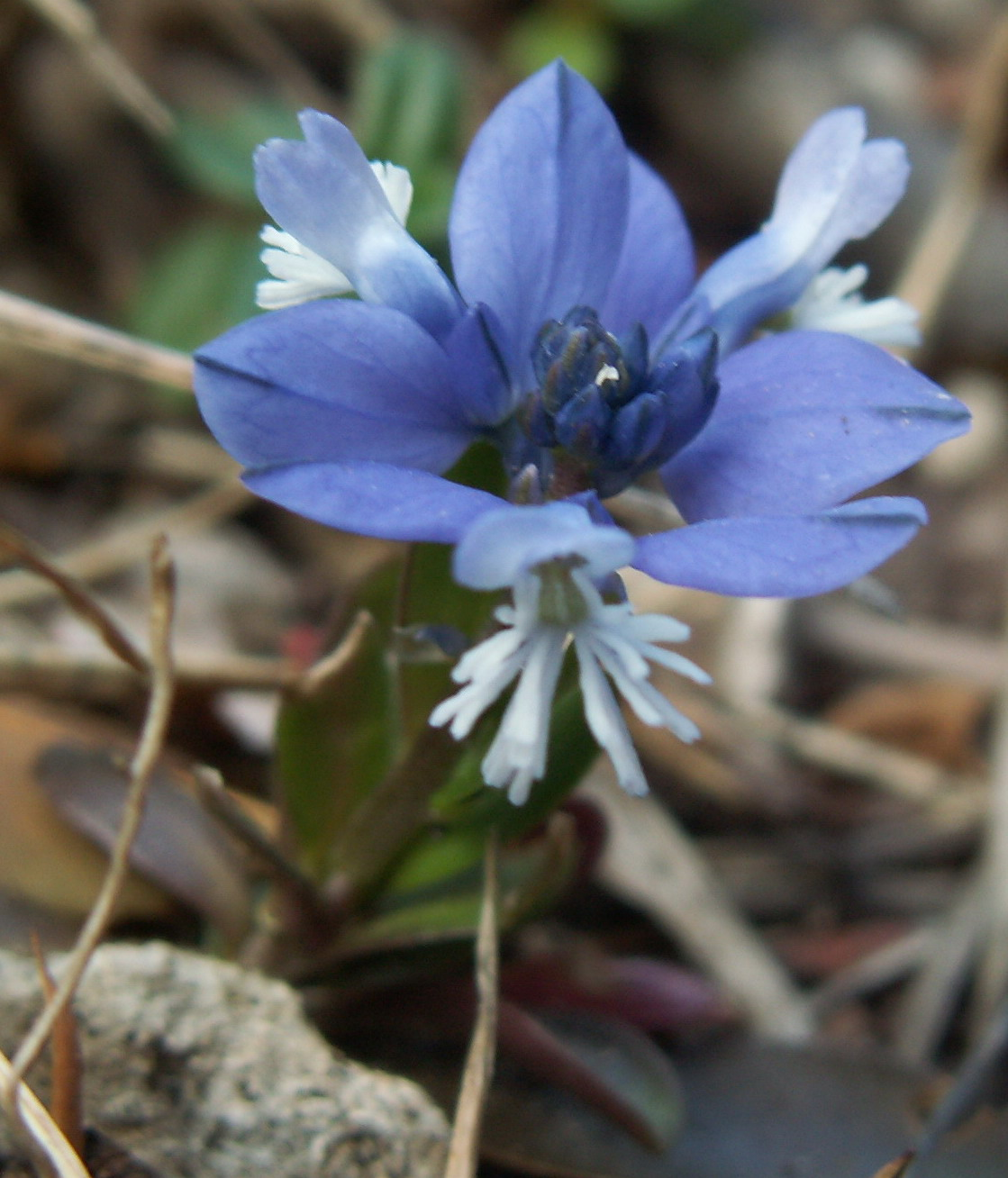
Detalle de la flor

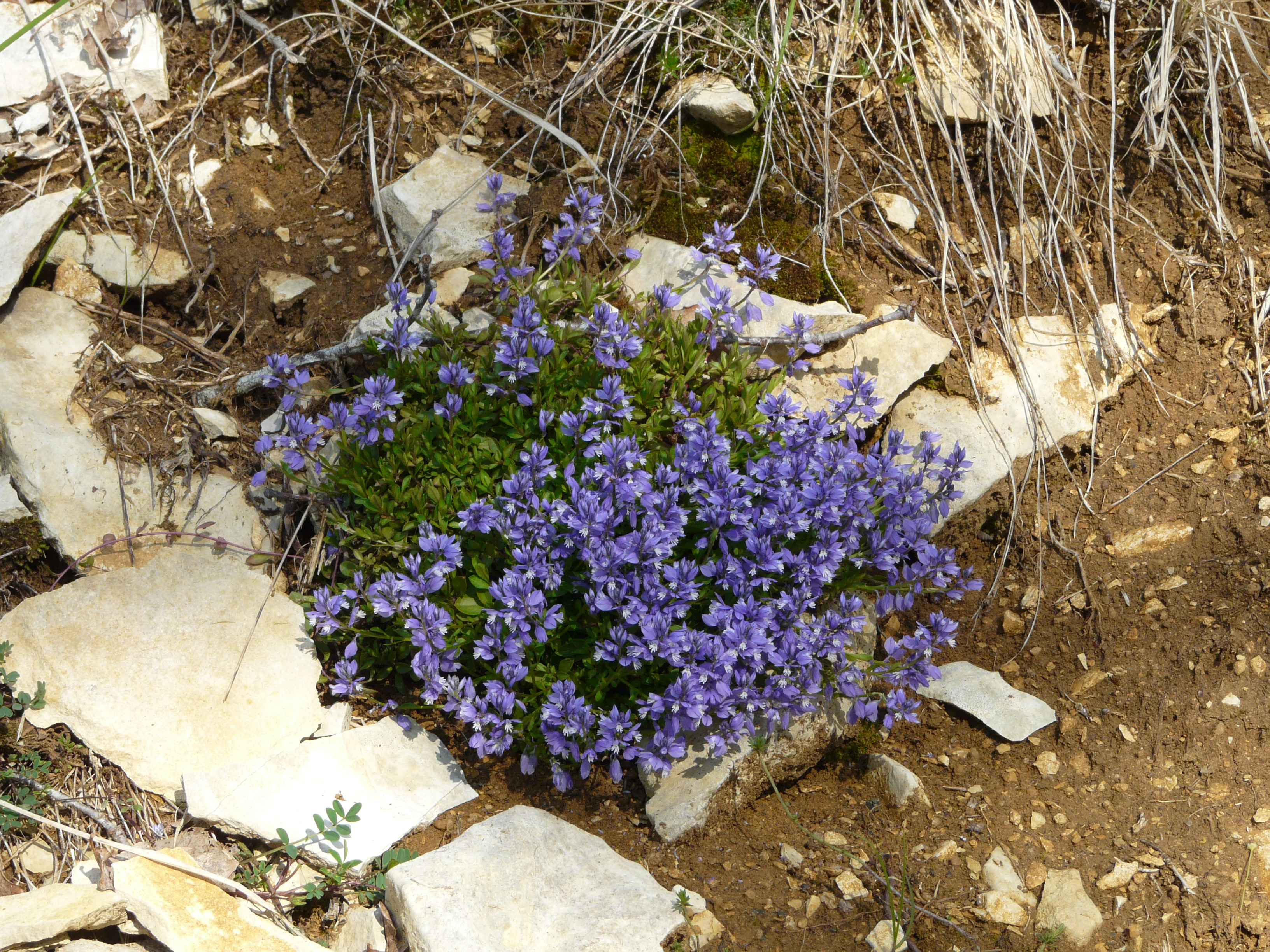
Vista de la planta en su hábitat

## Descripción
Planta perenne, extendida, con estolones afilos que acaban en rosetas de hojas de donde salen varios tallos florales erectos de hasta 20 cm. Hojas de la roseta acucharadas a obovadas; hojas caulinares lineal-lanceoladas, romas. Flores azules o blancas de 6-7 mm, en una inflorescencia espiciforme de 6-20. Pétalos más largos que las alas de los sépalos. Florece en primavera

## Hábitat
Pastos calcáreos

## Distribución
España, Gran Bretaña, Francia, Alemania, Suiza y Bélgica

## Taxonomía
Polygala calcarea fue descrita por   Friedrich Wilhelm Schultz  y publicado en Flora 20: 752. 1837.
Etimología
Polygala: nombre genérico que deriva del griego y significa
"mucha leche", ya que se pensaba que la planta servía para aumentar la producción de leche en el ganado.
calcarea: epíteto latíno que significa " de piedra caliza".
Sinonimia
- Polygala corbariensis (Timb.-Lagr.) Legrand
- Polygala eliasii Pau
- Polygala heribaudii Sennen
- Polygala paui Chodat[5]

## Nombre común
- lechera amarga, polígala calcárea.[5]